# Grooveshark
Grooveshark era un servei per reproduir música en línia propietat i operat per Escape Media Group als Estats Units. L'usuari podia cercar cançons per nom o per artista i escoltar-les gratuïtament. També podia pujar els seus arxius de música, que d'aquesta manera fan créixer l'arxiu del lloc web (servei P2P). Les particularitats de la pàgina eren la possibilitat de cercar cançons similars a la que un ha seleccionat i així configurar llistes amb títols preferits (aquestes llistes es poden compartir amb altres usuaris o usar xarxes socials genèriques, com Facebook), i el fet de poder compaginar aquestes llistes amb una ràdio que selecciona a l'atzar cançons segons les preferències personals. Grooveshark permetia seguir les addicions i llistes d'altres usuaris i usar el telèfon mòbil com a reproductor.
El lloc web va néixer el 2007 com a versió beta, de pagament. Creat per Escape Media Group Inc. El 2008 va obrir-se als usuaris de franc, adoptant alguns sistemes de recomanació del lloc web Last.fm. El 2009 va simplificar la usabilitat i va començar el seu creixement d'usuaris. Tot el servei es recolza en tecnologia Flash. Al desembre del 2010 va tornar a actualitzar-se; en aquesta actualització destaca la posada en funcionament del servei en català.
Va tancar el 30 d'abril de 2015 a causa d'un acord entre el servei i Universal Music Group, Sony Music Entertainment i Warner Music Group.